# Sint Maartens staatkundig referendum 2000
Het Sint Maartens staatkundig referendum 2000 was een raadgevend referendum op het eiland Sint Maarten gehouden op 22 juni 2000 over de relatie van het eiland binnen het Koninkrijk der Nederlanden.
De uitkomst van het referendum van 1994 was behoud van de Nederlandse Antillen. Op 30 oktober 1998 besloot de eilandsraad van Sint Maarten een nieuw referendum te organiseren.
Het referendum resulteerde in een meerderheid voor een Status aparte waarin Sint Maarten een zelfstandig land binnen het Koninkrijk der Nederlanden werd. De onderhandelingen na het referendum met Nederland waren moeilijk, omdat Sint Maarten te klein werd geacht voor een autonome status. De Nederlandse minister van Binnenlandse Zaken Bram Peper (1998-2000) en diens opvolger Klaas de Vries (2000-2002) alsmede een meerderheid van Staten-Generaal waren tegen een status aparte voor Sint Maarten. Op 10 oktober 2010 werd de Nederlandse Antillen opgeheven, en verkreeg Sint Maarten autonomie binnen het Koninkrijk der Nederlanden.

## Resultaten
| Keuze                                                         | Stemmen | %     |
| ------------------------------------------------------------- | ------- | ----- |
| Behoud huidige status                                         | 332     | 3,7   |
| Deel uitmaken van een geherstructureerde Nederlandse Antillen | 1.050   | 11,8  |
| Autonoom land binnen het Koninkrijk der Nederlanden           | 6.212   | 70,0  |
| Onafhankelijkheid                                             | 1.282   | 14,4  |
| ongeldig/blanco                                               | 145     |       |
| Totaal                                                        | 9.021   | 100   |
| Geregistreerde kiezers/opkomst                                | 16.193  | 55,70 |
| Bronnen:                                                      |         |       |